# Camp Hill, Pennsylvania
Camp Hill är en ort i Cumberland County i delstaten Pennsylvania, USA.